# ネウストラシムイ級フリゲート
ネウストラシムイ級フリゲート（ネウストラシムイきゅうフリゲート、11540型艦、ヤストレブ(Ястреб)型警備艦）は、ロシア海軍のフリゲート。対潜任務を重視してはいるが、その他の任務にも対応できる汎用艦である。

## 概要
本級は、ロシア海軍においてはプロジェクト11540「ヤストレブ」(Ястреб)型、西側式（一番艦から級名を決める方式）ではネウストラシムイ級と呼ばれ、艦種類別は「Сторожевой Корабль」(警備艦)、西側諸国ではフリゲートと種別する。ただし、ロシアのメディアにおいては、本級を指して「フリゲート型警備艦」という表現が用いられる事も有る。
本級は、旧ソ連海軍時代の1970年代初頭から建造が進められてきた対潜任務艦の系譜に属しており、1970年代に大量建造された1135型警備艦 (クリヴァク級フリゲート) の後継という位置付けになるが、設計面ではむしろ、先行する、より大型の1155型大型対潜艦（ウダロイ級駆逐艦）の縮小版というべきものとなっている。ちなみに、1155号計画は当初、1135型をベースとして本級と同サイズで計画され、求められる任務の増加などに伴って大型化していった経緯があり、本級の設計はこれを先祖帰りさせたものともいうことができる。
本級は、その名称からも分かるとおり、第一義的には対潜艦であることから、極めて強力な対潜兵装を備えているほか、防空システムも、個艦防空用としては最上級の装備を備えている。専用の対水上打撃力を備えていないことが弱点として指摘されるが、長射程の対潜ミサイルが対水上攻撃能力を有することから、最低限の対水上打撃力は有すると言え、また、SS-N-25対艦ミサイルを後日装備する余地が確保されている。
このように優秀な設計であるが、整備計画中にソ連邦が崩壊したことから、当初計画の大量配備は実現せず、1番艦が1993年に就役したのみで、2, 3番艦は建造が中断され、4番艦以降の建造は白紙撤回された。しかし、1番艦の運用実績が極めて優良であることから、ロシア海軍は2番艦の建造を再開し、2009年に就役させた。

## 設計と装備

### 船体と機関
本級は、原型艦である1155型大型対潜艦（ウダロイ級駆逐艦）、また前任者であるた1135型警備艦 (クリヴァク級フリゲート) と同様の長船首楼船型を採用している。その後端はヘリコプター甲板に続いており、また、艦尾には、やはり伝統的な可変深度ソナー（VDS）の設備が設けられている。ただし、上部構造物を含め、かなりの部分にステルス性を考慮した設計が導入されている。
本級は機関構成としてCOGAG形式を採用しており、巡航用にM70ガスタービン2基で20,000馬力、ブースト時にはM90ガスタービン2基でさらに37,000馬力を発揮する。

### 対潜戦闘システム

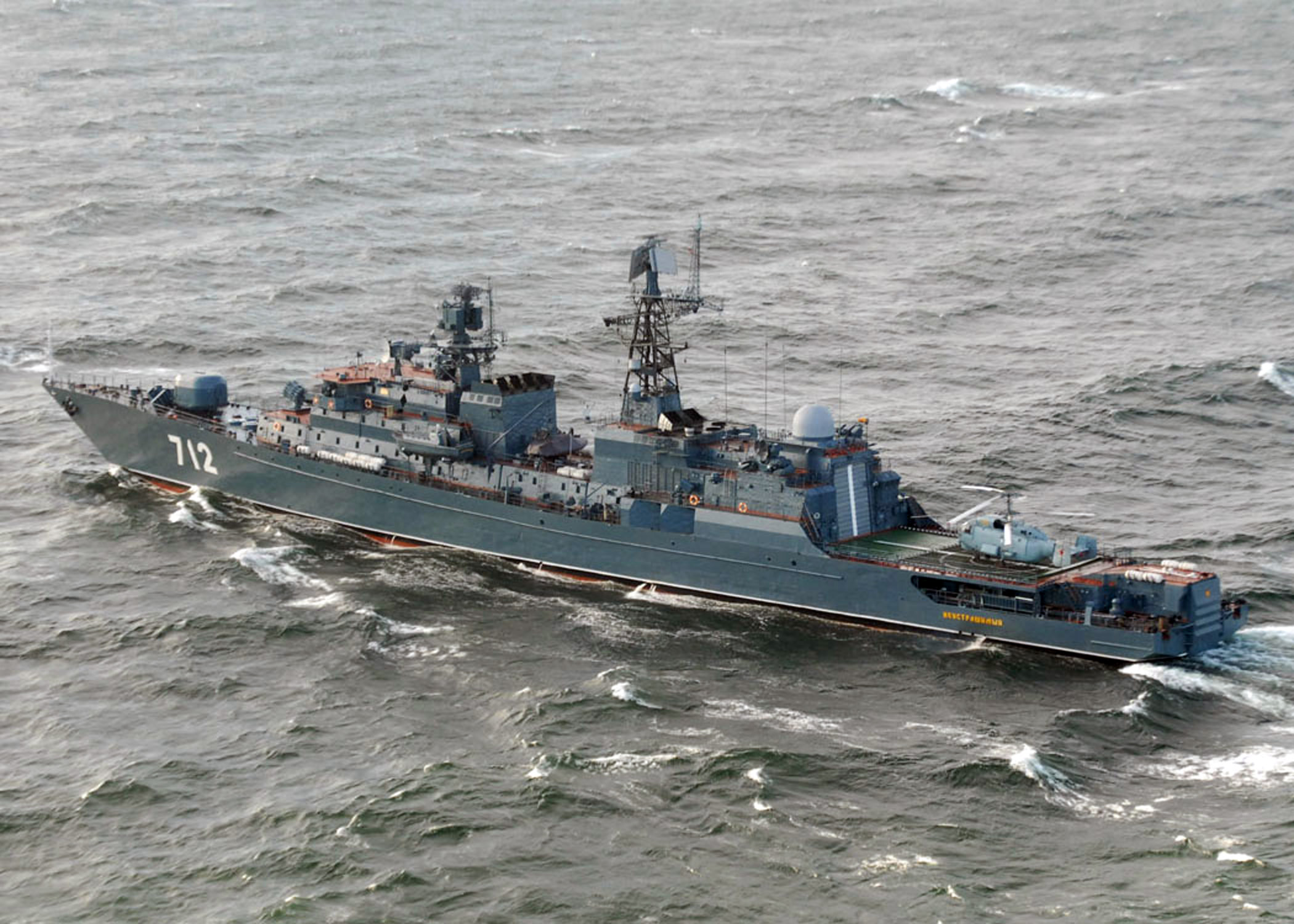
艦尾方向より見たFF 712 ネウストラシムイ

本級は対潜センサーとして、MGK-345 ブローンザ統合ソナー・システムを装備しており、オックス・ヨーク艦首装備ソナーとオックス・テール可変深度ソナーを備えるが、これは、より大型の1155.1型（ウダロイII級）の搭載システムと同じものである。
本級を含め、ソ連/ロシア海軍の小型対潜艦の最大の特長は、その重厚な対潜火力にある。本級は、短距離の対潜火力として533mm対潜魚雷、中距離の対潜火力としてRBU-6000、長距離の対潜火力としてRPK-6 ヴォドパート (SS-N-16)対潜ミサイルを有し、さらにRPK-6の射程外での対潜戦闘用にKa-27対潜哨戒ヘリコプター1機を搭載している。すなわち、4重にもおよぶ対潜火網を構築していることになり、西側海軍の同級艦に類を見ない強力な対潜戦闘能力を備えているということができる。西側諸国においては、中距離以遠での対潜戦闘には艦載ヘリコプターを使用することが一般的であるが、ロシア海軍が主たる作戦海域とする北極海においては、ヘリコプターの運用が困難な気象・海象状況が稀でないため、このように自艦装備の対潜火力を充実させたと言われている。
本級の特徴のひとつが、RPK-6 ヴォドパート (SS-N-16) 対潜ミサイルの搭載である。これは、弾頭として400mm対潜魚雷を搭載、射程は50kmで、先行する大型/小型対潜艦で使用されてきたRPK-3/4/5 (SS-N-14)と同等の性能を確保しつつ、533mm魚雷発射管からの運用を可能にしたものである。533mm魚雷発射管は、西側のMk 32 短魚雷発射管と同様に、ソ連/ロシア海軍が標準的に水上戦闘艦に搭載する短距離対潜攻撃兵装であり、これによって対潜ミサイルの専用発射機を搭載する必要がなくなり、装備の合理化に成功した。RPK-6対潜ミサイルは、533mm魚雷と合わせて12発まで搭載可能である。なお、本級の搭載する533mm魚雷発射管は固定式6門、アメリカ海軍のノックス級フリゲートにおけるMk 32 mod 9短魚雷発射管と同様の要領で、艦後部ヘリコプター格納庫の両側に3門ずつ装備されているが、当初西側観測筋は、これを対艦ミサイル発射筒と誤認していた。
また、RBU-6000対潜ロケットは、西側では既にほぼ見られなくなったボフォース375mm対潜ロケットと同様のコンセプトに基づく装備であるが、はるかに長射程であり、また、弾頭として無誘導の爆雷を使用することから、特に浅海域での戦闘に有用であり、対魚雷防御にも使用可能とされている。96発のRGB-60対潜ロケットが搭載される。

### 対水上戦闘システム
本級の最大の弱点として指摘されるのが、専用の対水上攻撃兵器の欠如である。ただし、射程50kmのRPK-6 対潜ミサイルは、副次的に対水上攻撃も可能となっており、最低限の対水上打撃力は有すると言える。
また、2番艦「ヤロスラフ・ムードルイ」は、Kh-35ウラン (SS-N-25スウィッチ・ブレード) 対艦ミサイルの4連装発射筒を2基搭載した状態で就役し、1番艦にも同ミサイルが後日装備されると見られている。ウランは西側のハープーンに対比される対艦ミサイルで、従来のソ連/ロシア製対艦ミサイルと比べると威力においてやや劣るが、西側の同様機種とほぼ同等の能力を有しており、ウラン搭載により、本級は最大の弱点を解消したと言える。
なお、本級はMR-352ポジティヴE（クロス・ドーム）低空警戒/対水上レーダーを有する。これはSバンドで動作し、本来は対水上警戒と対艦ミサイルの射撃指揮に使用されるものだが、低空警戒にも用いられ、アメリカのAN/SPQ-9に似た性格のレーダーである。

### 対空戦闘システム
本級は、ソ連/ロシア海軍の水上戦闘艦の伝統に則り、相応に強力な対空戦闘能力を備えており、3K95 キンジャール（SA-N-9）個艦防空ミサイル、100mm単装砲、9M311K （SA-N-11）近接防空ミサイル、30mm機関砲と4重にも及ぶ防空火網を構築している。、その対空戦闘システムは基本的に、原型となったウダロイ級駆逐艦のそれをやや簡素化したものとなっており、いずれも個艦防空を目的とした短射程の兵器であるが、極めて高いレベルにある。なお、本級は、全面的にコンピューター化された統合戦闘システムを構築することで、全般的に対空対処能力を向上させていると伝えられているが、その戦術情報処理装置の形式名は不明である。
センサーとしては、MR-750フレガートMA（トップ・プレート）3次元レーダーを有する。フレガートMAはSバンドで動作し、最大探知距離は対空で300km、対水上で30km、シースキマーの探知も可能である。
個艦防空ミサイルとしては、やはりウダロイ級と同様に、3K95 キンジャール（SA-N-9 ガントレット）を搭載する。これは、前任者であるクリヴァク級が搭載する4K33 オサーM（SA-N-4ゲッコー）と同程度の規模・射程（12km程度）であるが、垂直発射化され、また新型のMR-360ポドカット（クロス・ソード）射撃指揮装置の採用もあり、即応性や同時交戦能力は飛躍的に向上している。本級は8連装回転式の垂直発射装置を4基搭載しているが、これは原型艦たるウダロイ級駆逐艦の半数である。
また、本級の最大の特徴の一つが、砲・ミサイル複合型CIWSの搭載である。原型となったウダロイ級はガトリング式のAK-630 30mm機関砲4基を搭載していたのに対し、本級はコールチク（CADS-N-1）を2基備えている。これは、GSH-6-30L　30mmガトリング式機関砲2門と9M311K（SA-N-11グリソン）近距離対空ミサイル4連装発射機2基を組み合わせたもので、世界初にして2016年現在唯一の砲・ミサイル複合型CIWSである。

### 砲熕兵器システム
本級は主砲として、AK-100型100mm単装砲を1基備えている。これは原型たるウダロイ級、また前任者たるクリヴァク級でも採用されている速射砲で、その射撃指揮は、MR-184レーフ（カイト・スクリーチ）射撃指揮装置によって行われる。

### 航空機

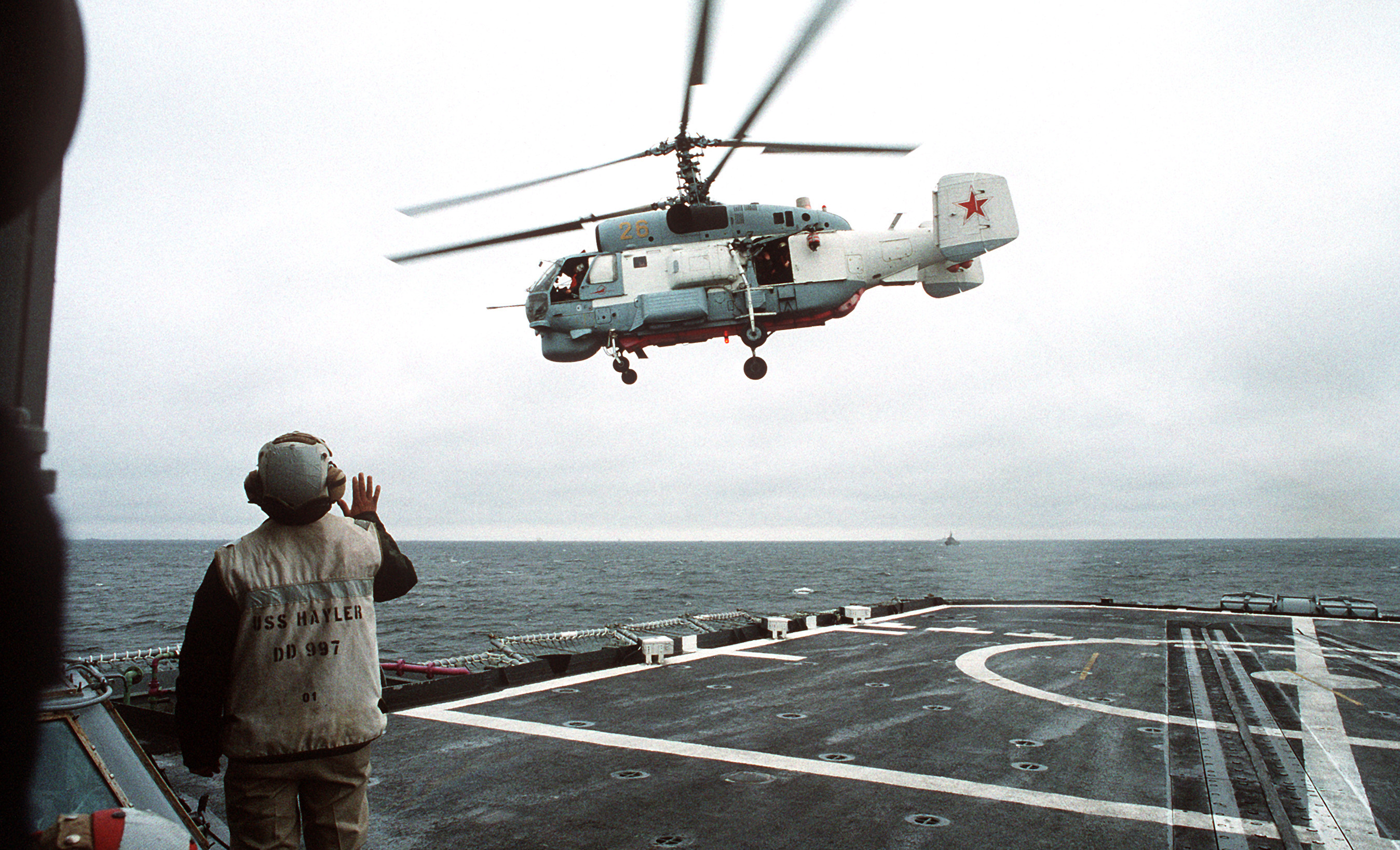
発艦するKa-27

本級の原型となったウダロイ級駆逐艦は2機の対潜哨戒ヘリコプターを搭載するが、これは同級の計画時には、対潜哨戒ヘリコプターとしてKa-25が運用されていたために要求された仕様であると言われている。Ka-25は西側のハンター・キラー戦術と同様に、2機ペアでの運用が必要であり、従って、対潜艦として設計された同級は2機を搭載する必要があった。
その後、ウダロイ級の就役が始まった1980年、単独での作戦行動が可能なKa-27が実用化された。これによって、水上戦闘艦は1機のみの艦載機で、母艦から独立しての航空対潜作戦を展開できるようになった。このことから、本級は対潜艦として設計されたにもかかわらず、搭載数をKa-27対潜哨戒ヘリコプター1機とすることができた。

## 配備
本級は当初、クリヴァク級（1135型）を更新して、79～100隻の大量建造が検討されていた。しかし1番艦の就役以前の1991年12月にソビエト連邦が崩壊したことで、先行きは不透明となった。ソ連邦解体後、1993年にロシア海軍が発表した「艦艇整備10ヵ年計画」では、本級は1個旅団(Бригада)分7隻が建造される事になっており、また同時期、同海軍総司令官（フェリックス・グロモフ）は「ソヴレメンヌイ級とネウストラシムイ級は、建造を継続する」と語っていた。
しかし、最終的に起工されたのは3隻に留まり、就役したのは1番艦(1993年)のみで、以後の同型艦の建造は停滞した。3番艦は工程30パーセントで1998年に建造中止となり、2番艦も建造は続行されたものの、そのペースはかなり遅くなった。ただし、本級で唯一就役状態にある1番艦の運用実績が極めて良好であることから、ロシア海軍は2番艦の取得を諦めきれなかった。近年のロシア経済の好転もあって、同艦は新規技術を導入したうえで2002年より工事を再開し、2008年10月にはほぼ艤装が完了していることが確認されており、2008年2月から洋上公試を開始し、2009年7月に就役した。
また、輸出用の派生型として11541型警備艦（コルサール型）も開発された。これはほぼ11540号計画と同様の構成であるが、コスト低減のために機関がややスペックダウンされているほか、武装にもある程度の自由度が持たされている。しかし2010年現在成約はなく、より小型だが先進的なゲパルト型フリゲートやステレグシュチイ級コルベットが市場に提示されていることから、輸出が実現する見込みは小さいものとみられている。
ネウストラシムイは2014年現在、修理および航海システム、生命維持システム、電子装備などのアップグレードが実施されており、2015年に完了する予定となっている。

### 同型艦
全艦が、カリーニングラード市のヤンターリ・ザヴォート(第820造船所)で建造されている。
| 艦番号 | 艦名                                  | 起工           | 進水           | 就役           | 所属                                       |
| ------ | ------------------------------------- | -------------- | -------------- | -------------- | ------------------------------------------ |
| 712    | ネウストラシムイ Неустрашимый         | 1987年 3月25日 | 1988年 5月25日 | 1993年 1月24日 | バルト艦隊 第12水上艦師団・第128水上艦旅団 |
| 727    | ヤロスラフ・ムードルイ Ярослав Мудрый | 1988年 5月27日 | 1990年         | 2009年 7月24日 | バルト艦隊                                 |
|        | トゥマン Туман                        | 1993年         | 1998年 11月6日 |                | 進捗度30パーセントで建造中止               |